# Victoria amazonica
Victoria amazonica (Poepp.) Sowerby, 1850 è una pianta acquatica della famiglia delle Nymphaeaceae, originaria del bacino dell'Amazzonia.
Questa ninfea sudamericana presenta le foglie più grandi del mondo tra le specie acquatiche. Queste foglie sono in grado di galleggiare e sopportare pesi grazie alla particolare tessitura delle nervature della pagina inferiore. Le foglie fungono quindi da supporto per diverse specie di uccelli che le usano come piattaforma per la pesca, nonché per vari rettili che le utilizzano per esporsi al sole.
In orticoltura, questa specie spettacolare è molto apprezzata, anche se è difficile coltivarla lontano dall'equatore e cresce solo in serre appositamente attrezzate.

## Descrizione

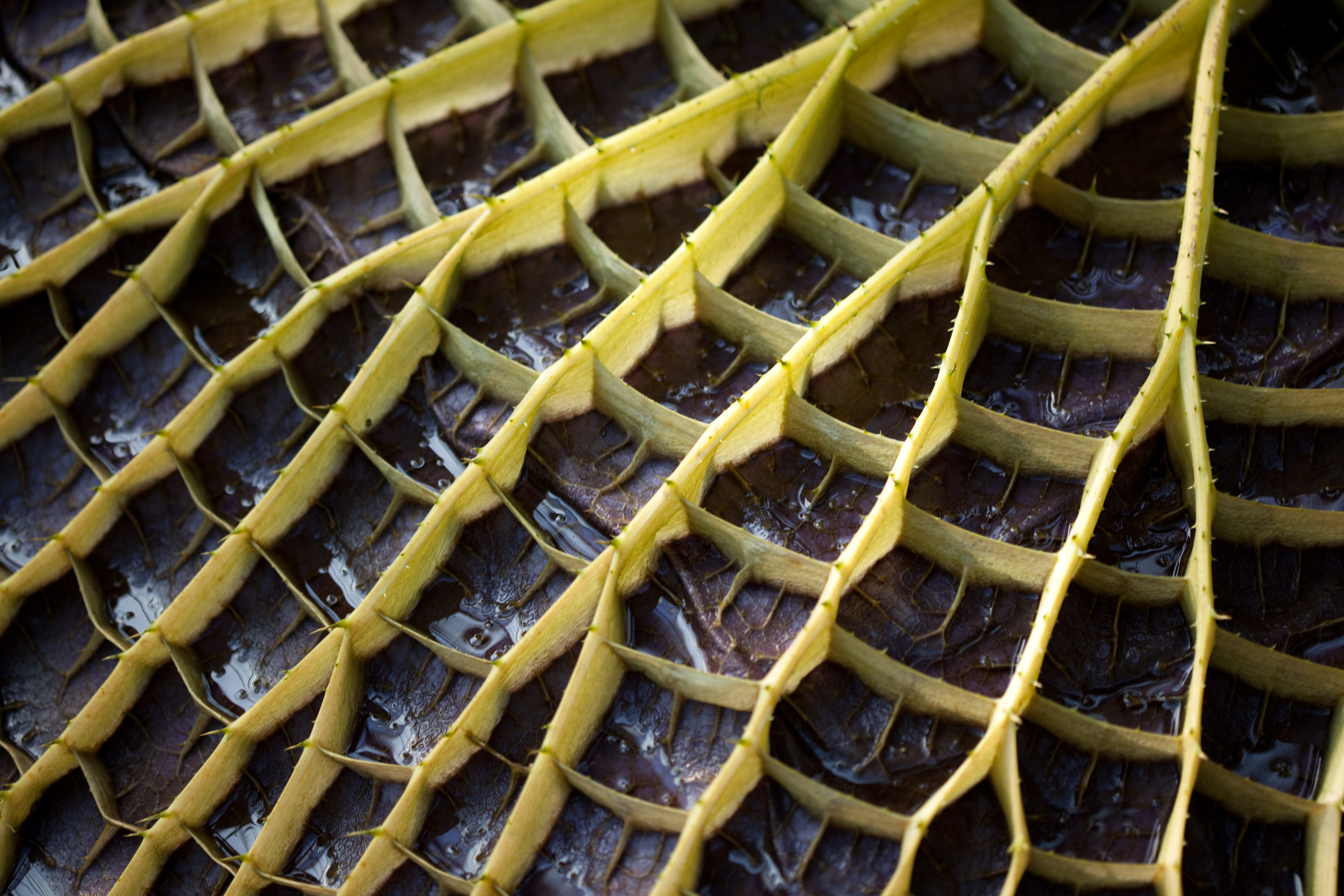
Pagina inferiore di una foglia di Victoria amazonica con il dettaglio della struttura reticolata

Ha foglie di dimensioni molto grandi, fino a 3 metri di diametro, con un bordo rialzato di circa dieci centimetri e costole profonde sul lato inferiore che gli consentono di intrappolare delle sacche d'aria e quindi di galleggiare molto bene. La superficie delle foglie è idrorepellente grazie ad una spessa cuticola cerosa idrofoba.
Gli steli sono lunghi 7-8 metri, e sono ancorati al terreno. Sono piante rizomatose.
I fiori possono arrivare  a 40 cm di diametro, con 4 sepali coriacei e spinosi di colore marrone con bordi rosa. I petali sono numerosi da 50 a 70 per fiore. Gli stami sono da 100 a 300. Il gineceo è composto da 20 a 40 carpelli sincarpici. L'ovario è pluriloculare. Il fiore è proterogino.
La prima notte dopo essere sbocciati i fiori sono bianchi, e dalla seconda notte in poi assumono una colorazione rosa. Questo avviene a causa delle reazioni chimiche durante l'impollinazione che producono una grande quantità di antociani che determinano la variazione cromatica.
Il frutto è una bacca ovoidale con un diametro leggermente superiore a 10 cm che contiene 100-700 semi ovali, lunghi un centimetro.

## Biologia
I fiori sono impollinati da scarabei della sottofamiglia Dynastinae.
È una pianta molto competitiva. Utilizza infatti i suoi germogli pieni di spine, come una mazza chiodata, facendoli roteare sulla superficie dell'acqua per rimuovere da essa le piante in competizione. Oltre a ciò, date le enormi dimensioni, è in grado di sottrarre luce solare alle piante sottostanti e la rapida espansione della foglia (più di 20 centimetri al giorno) è in grado di allontanare e soppiantare i competitori.

## Distribuzione e habitat
La specie è nativa delle acque poco profonde del bacino del Rio delle Amazzoni.